# Лирсталь
Лирсталь (нем. Lirstal) — община в Германии, в земле Рейнланд-Пфальц. 
Входит в состав района Вульканайфель. Подчиняется управлению Кельберг.  Население составляет 203 человека (на 31 декабря 2010 года). Занимает площадь 5,26 км².